# Radźki (Polska)
Radźki (dawn. alt. Rotki, Ratki, Raczki, Radki, Ratkowszczyzna) – wieś w Polsce, położona w województwie podlaskim, w powiecie hajnowskim, w gminie Narew.
W latach 1975–1998 miejscowość administracyjnie należała do województwa białostockiego.

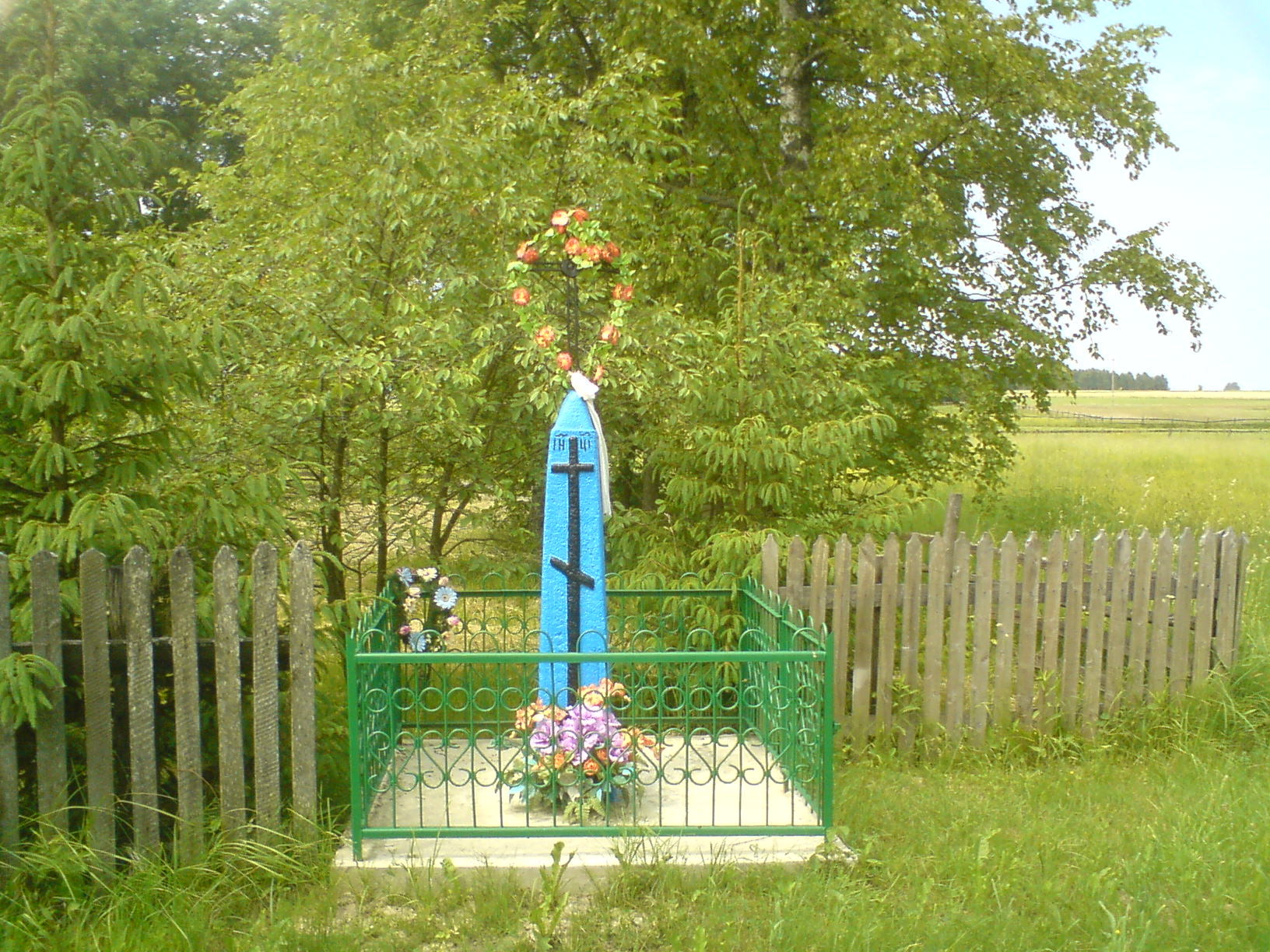
Prawosławny krzyż wotywny
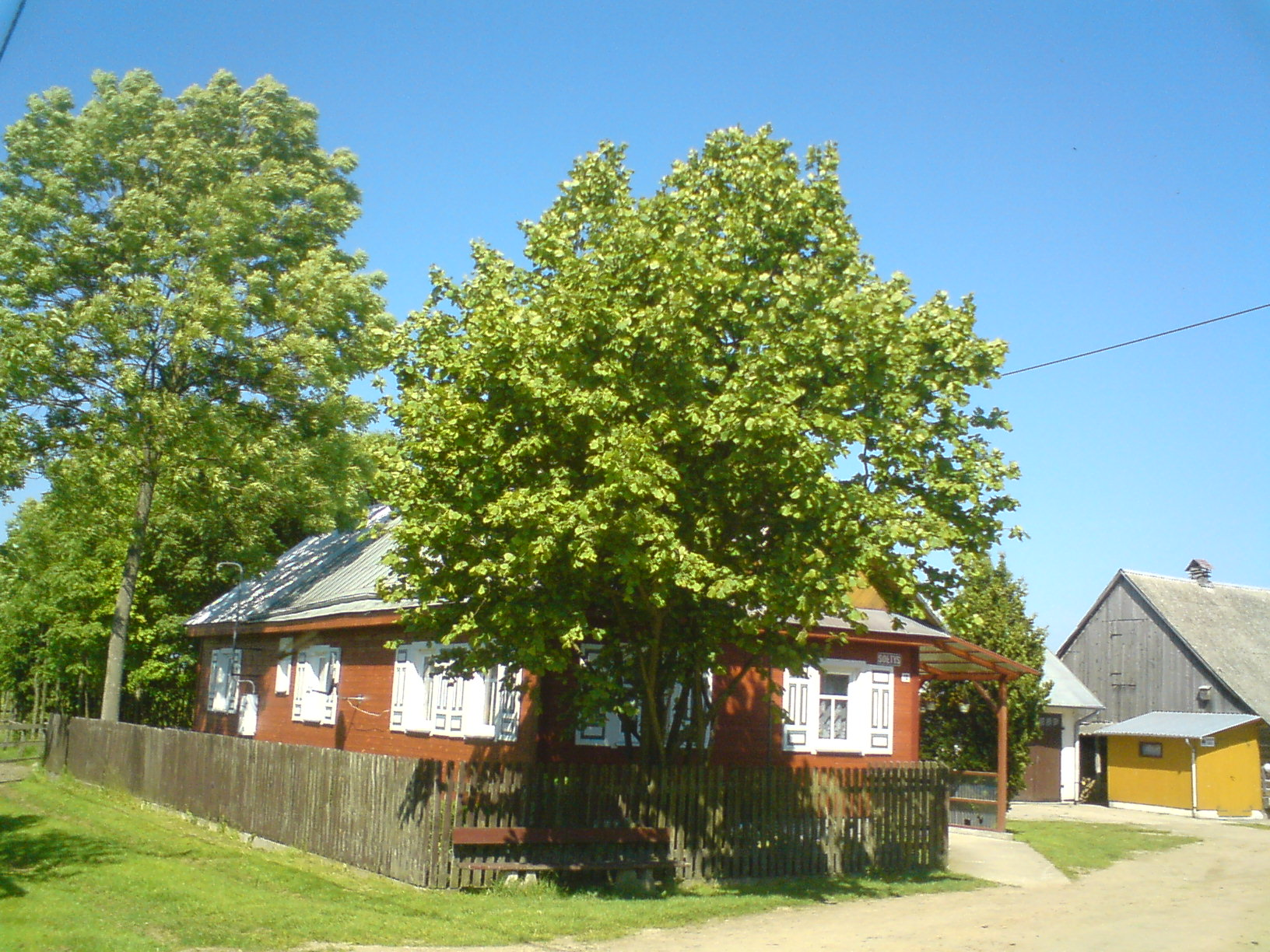
Drewniana chata

Prawosławni mieszkańcy wsi należą do parafii Wniebowstąpienia Pańskiego w Klejnikach, a wierni kościoła rzymskokatolickiego do parafii Wniebowzięcia Najświętszej Maryi Panny i św. Stanisława Biskupa i Męczennika w Narwi.